# 위 장공 (괴외)
위 장공(衛 莊公, ? ~ 기원전 478년)은 중국 춘추 시대 위나라의 제31대 공작(재위: 기원전 480년 ~ 기원전 478년)이다. 이름은 괴외(蒯聵)이고 위 영공의 맏아들이다.

## 생애

### 즉위 이전
영공의 맏아들로 태어나 세자가 되었다.
세자 괴외가 장성해 진나라에 사신으로 가다가 송나라를 지나던 도중 송나라 사람들이 송나라 공자 조(朝)와 괴외의 계모인 남자(南子)의 사통을 노래하며 조롱했다. 그 사실을 안 괴외는 부끄러워했고 격분하여 귀국한 뒤 곧 자객을 시켜 남자를 죽이려 하지만 이내 발각되어 실패해 송으로 달아났다가 진나라로 다시 달아났다.
이후에 영공이 죽자 남자는 선군(先君)의 유명(遺命)이라며 공자 영(郢)을 옹립하려 하나 공자 영이 이를 사양하여 괴외의 아들인 공손 첩(輒)을 세우니 그가 출공(出公)이다. 진나라가 괴외를 위나라로 다시 돌려 보냈지만 출공은 군위를 빼앗길까봐 아버지인 괴외의 귀국을 막았다. 이에 진나라는 괴외를 척(戚) 땅에 머물게 했다. 당시 척 땅은 위나라와 매우 가까웠다.
기원전 480년, 마침내 괴외가 위나라 공실(公室)의 환관(宦官)인 라(羅)의 도움을 받아 누이인 공백희(孔伯姬), 혼량부(渾良夫), 석기(石乞), 우염, 공손겸(公孫鍼) 등과 이미 죽은 대부인 공어(孔圉, 孔文子)와 공백희 사이에서 태어난 집정대부 공회(孔悝)를 위협해 자기 편으로 만든 뒤 난을 일으켜 대부 소획(召獲)과 아들인 출공을 노나라로 도망하게 했다. 이때 공자의 제자 고시(高柴, 子高)는 난을 피해 살아 돌아왔지만 다른 제자 중유(仲由, 子路)는 공회를 구하러 가서 대문을 막고 있는 공손겸을 만나 언쟁을 벌이다가 대문이 열린 틈을 타 재빨리 안으로 들어가 공회를 풀어주지 않으면 누대에 불을 지르겠다고 협박하다 석기, 우염과 싸우다가 관 끈이 끊어져 묶고 전사했다. 괴외가 군위에 오르니 그가 장공(莊公)이다.

### 즉위 이후
장공은 즉위하자마자 궁으로 들어가서 남자를 직접 죽였다.
장공은 둘째 아들인 질(疾)을 세자로 삼았다. 혼량부가 장공이 출공이 가져간 공실의 보물을 얻고 싶어하자 출공을 다시 부른 뒤 세자 질과 출공 중에 세자를 정하게 하자는 계책을 내놓았다. 세자 질이 이내 그를 증오하여 죄를 씌워 죽이기로 작정하고 어느 날 밤에 군사를 이끌고 궁에 들이닥쳐 아버지인 장공에게 혼량부를 죽이라고 하였고 돼지의 피로 맹세했다. 당초 장공은 혼량부에게 죽을 죄를 3번 사해주겠다고 하였는데 세자 질은 연회가 열렸을 때 4가지 죽을 죄를 지었다 하여 마침내 혼량부를 죽였다. 그러자 죽은 혼량부가 북궁(北宮)에서 자는 장공의 꿈에 나타나 죄가 없다며 하늘을 통해 무고를 호소하자 장공이 크게 놀라 친히 점을 쳤다. 서사(筮史)인 서미사가 점괘를 푼 뒤 아무 지장이 없다 하고 상으로 받은 성읍을 받지 않고 곧 송나라로 달아났다. 이에 장공이 다시 점을 치자 불길한 괘사가 나왔는데 내용은 이렇다.
| “ | 한 마리 붉은 꼬리의 물고기와 같으니, 급류를 옆으로 뚫고 가려는 것처럼 머뭇거리며 방황한다. 대국이 가까이 있어 이를 없애고자 하니, 장차 망하게 된다. 문을 닫고 구멍을 틀어막으니, 이내 뒷담을 넘어 달아난다. | ” |

겨울 10월, 진나라가 위나라의 외성을 공격하자 위나라가 그 원인인 장공을 견 땅으로 몰아내고 일단 장공의 동생인 공자 반사를 세워서 그로 하여금 정무를 보게하고 진나라와 강화했다.
11월, 장공이 견 땅에서 다시 도성으로 들어가 군위에 올랐다.

### 최후
장공이 성루에 올라 사방을 둘러보다가 멀리 융주(戎州, 하남성 난고현 경내에 있던 융인들의 거주지)를 보고 우리 위나라는 희성(姬姓)의 나라라며 어찌 오랑캐인 융인(戎人)이 저곳에 사느냐며 군사를 보내 융주를 없앴다. 또한 장공은 장인(匠人, 工人)들을 오랫동안 혹사시켰고 집정대부 석포(石圃)를 몰아내려 하였다. 그러자 석포가 먼저 손을 써 장인들과 합세해 반란을 일으키자 장공이 공궁(公宮)의 문을 모두 닫은 뒤 강화하기를 청했으나 석포가 이를 받아들이지 않자 북쪽 담장을 넘어 도주하다가 담 위에서 떨어져 비골(脾骨)을 부러뜨렸다. 그런데 이때 융주 사람들이 공격해왔다. 세자 질과 공자 청(靑)은 장공과 함께 달아나다가 융인들에게 죽임을 당했다. 장공은 홀로 달아나다 융인이었던 기씨(己氏)의 집에 숨어들었다. 그런데 장공은 지난날 기씨의 아내의 아름다운 두발을 잘라다가 아내인 여강(呂姜)의 가발을 만든 적이 있었다. 장공은 이때 공교롭게도 융인 기씨의 집에 숨어든 것이다. 숨어있다가 기씨에게 발각되자 급히 벽옥을 꺼내보이며 기씨를 달랬다.
"나를 살려주면 이 벽옥을 주겠다."
그러자 기씨가 일갈했다.
"너를 죽이면 벽옥이 어찌 다른 곳으로 달아날 수 있겠느냐?"
그러고는 곧 장공을 죽인 뒤 벽옥을 차지했다. 위나라는 다시 위군 반사를 옹립해 복위시켰다.

## 가정
- 위 영공(衛 靈公, 아버지)
- 남자(南子, 어머니)
  - 위 장공(衛 莊公, 본인)
  - 여강(呂姜, 부인)
  - 공백희(孔伯姬, 누이)
  - 위군 반사(衛君 般師, 동생)
  - 위군 기(衛君 起, 동생)
  - 위 도공(衛 悼公, 동생)
  - 공자 영(郢, 동생)
    - 위 출공(衛 出公, 아들)
    - 세자 질(疾, 아들)
    - 공자 청(靑, 아들)

| 전 임 아들 출공 첩 | 제31대 위나라의 공작 기원전 480년 ~ 기원전 478년 | 후 임 동생 위군 반사 |